# MTV Unplugged
MTV Unplugged är ett TV-program på musikkanalen MTV som har sänts sedan 1989. Programmidén består i att visa akustiska liveframträdanden av artister som vanligtvis använder elektrisk förstärkning. Flera av konserterna har även givits ut på CD eller VHS/DVD.
Några är:
- Eric Clapton - Unplugged (Eric Clapton)
- Bob Dylan - MTV Unplugged (Bob Dylan)
- Kiss - KISS Unplugged
- Nirvana - MTV Unplugged in New York
- Neil Young - Unplugged (Neil Young)
- Paul McCartney - Unplugged (The Official Bootleg)
- Roxette - MTV Unplugged TV Show!
- Alice in Chains - Unplugged
- Korn - Unplugged